# پرنیمه
پرنیمه، روستایی در دهستان رودبار بخش رویدر شهرستان خمیر در استان هرمزگان ایران است.

## جمعیت
بر پایه سرشماری عمومی نفوس و مسکن در سال ۱۳۹۵، جمعیت این روستا برابر با ۳۷۵ نفر (۹۸ خانوار) بوده‌است.